# George Jacob Koovakad
George Jacob Koovakad (* 11. srpna 1973 Thrippunithura, Kérala) je syrsko-malabarský katolický biskup, prefekt Dikasteria pro mezináboženský dialog a kardinál.

## Život
Na kněze byl vysvěcen dne 24. července 2004 pro archieparchii Changanacherry, po studiích v Římě získal roku 2006 doktorát kanonického práva na Papežské univerzitě Svatého Kříže a zároveň studoval na Papežské církevní akademii, roku 2006 vstoupil do diplomatických služeb Svatého stolce. Pracoval na nunciaturách v Alžíru, Jižní Koreji, Íránu, Kostarice a Venezuele. V červenci 2020 se stal úředníkem státního sekretariátu, od roku 2021 byl oficiálně pověřen organizováním papežských cest. 

### Oznámení kardinálské kreace a biskupské svěcení
V neděli 6. října 2024 papež František oznámil, že na 8. prosince 2024 svolá konzistoř, v níž bude jmenovat 21 nových kardinálů, včetně Mons. Koovakada. 
V souladu s motu proprio Cum Gravissima papeže Jana XXIII. podle nějž mají všichni kardinálové přijmout biskupské svěcení, byl Mons. Koovakad 25. října 2024 jmenován titulárním arcibiskupem Nisibis Chaldejců. Biskupské svěcení přijal z rukou vyššího arcibiskupa Raphaela Thattila v sysrko-malabarské katedrále Panny Marie v Changanacherry dne 24. listopadu 2024.